# Claude Rouer
Claude Rouer   (17è districte de París, 25 d'octubre de 1929 - Villeneuve-Saint-Georges, 23 de juliol de 2021) va ser un ciclista francès, que fou professional entre 1953 i 1955.
El 1952 va prendre part en els Jocs Olímpics de Hèlsinki de 1952, en què guanyà la medalla de bronze de la contrarellotge per equips, junt a Jacques Anquetil i Alfred Tonello. El 1953 va participar en el Tour de França, acabant en la darrera posició de la classificació general.

## Palmarès
- 1951
  - 1r a la París-Briare
- 1952 (amateur)
  - 1r a la París-Barentin
  -  Medalla de bronze a la contrarellotge per equips dels Jocs Olímpics

### Resultats al Tour de França
- 1953. 76è de la classificació general